# Nya centern (partigrupp 1895–1896)
Nya centern var under riksdagarna 1895–1896 beteckningen på det högerinriktade och försvarsvänliga parti i andra kammaren som konstituerades ur det tidigare så kallade Borgmästarepartiet. Gruppen upplöstes efter 1896 års riksdag och fick ingen direkt efterföljare, men en senare fortsättning kan ses i de moderata reformvännernas grupp som bildades 1903.

## Riksdagsledamöter (listan ej komplett)
- Gustaf Lagerbring, Stockholms stads valkrets
- Clas Odhner, Stockholms stads valkrets
- Viktor Ramstedt, Stockholms stads valkrets
- Erik Wijk, Göteborgs stads valkrets